# Мингрељскаја
Мингрељскаја (рус. Мингрельская) насељено је место руралног типа са званичним статусом станице на југу европског дела Руске Федерације. Налази се у југозападном делу Краснодарске покрајине и административно припада њеном Абинском рејону.
Према подацима националне статистичке службе РФ за 2010, у насељу је живело 5.112 становника и било је четврто по величини насеље у припадајућем му рејону.

## Географија
Станица Мингрељскаја се налази у западном делу Краснодарског краја, у северном делу ниске алувијалне Закубањске равнице, петнаестак километара јужније од реке Кубањ. Кроз насеље пролази река Аушедз која повезује Крјуковско са Варнавинским језером. Смешетена је на око 21 км северно од рејонског центра, града Абинска, односно на око 50 км југозападно од покрајинске престонице Краснодара.

## Историја
Станица је основана 1863. заједно са још неколико козачких насеља на том подручју, и првобитно се налазила нешто јужније, уз горњи део тока реке Абин. Име је добила у част Мингрељског гренадирског императорског пука. Како је првобитно насеље саграђено на, за живот доста непогодном локалитету, станица је две године касније у целости премештена на садашњи локалитет.

## Демографија
Према подацима са пописа становништва 2010. у вароши је живело 5.112 становника.
| 1959. | 1979. | 2002. | 2010. |
| ----- | ----- | ----- | ----- |
| 6.396 | 5.540 | 5.452 | 5.112 |